# هازجة حمراء
الهازجة الحمراء (الاسم العلمي: Cardellina rubra) هو طائر صغير ينتمي إلى فصيلة هوازج العالم الجديد التي تنتمي بدورها إلى رتبة العصفوريات ويتوطن في مرتفعات المكسيك شمال برزخ تيهوانتيبيك، ويرتبط ارتباطاً وثيقاً مع مجموعة من الأنواع الفوقية للهوازج كالهازجة وردية الرأس القاطنة في جنوب المكسيك وغواتيمالا، وهناك ثلاث نُويعات من هذا الطائر، وُجدت في مجموعات منفصلة، وهي تختلف عن بعضها في لون جانِبَي الرأس وفي لمعان ودرجة لون ريش الجسم. تكون الطيور البالغة ذات لون أحمر فاتح، مع لون أبيض أو رمادي على جانبي الوجه، على حسب النُّويعات؛ في حين أن الفراخ تكون ذات لون وردي-بني، مع بياض على جانبي الرأس وجناحين شاحبين.
تُعتبر الهازجة الحمراء آكلة حشرات، وتتغذَّى في المقام الأول على أشجار الطبقة السفلى عن طريق التلقيط، وموسم تكاثرها ما بين شهري فبراير ومايو، وتضع الأنثى ثلاث أو أربع بيضات في عش مقبب، والذي تبنيه على سطح الأرض، وعلى الرغم من أن الأنثى وحدها من تحضن البيض، إلا أن كِلا الجنسين يقومان بتغذية الصغار وإزالة حُويصلة البراز من العش، تَكتسي الصغار بالريش في غضون 10-11 يوماً من الفقس، وتصبح قادرة على الطيران. على الرغم من أن خطر انقراض هذه الطيور ضعيف جداً وفقاً للاتحاد الدولي لحفظ الطبيعة، إلا أنه يُعتقد أن أعدادها تراجعت بسبب تدمير أعشاشها.

## التصنيف

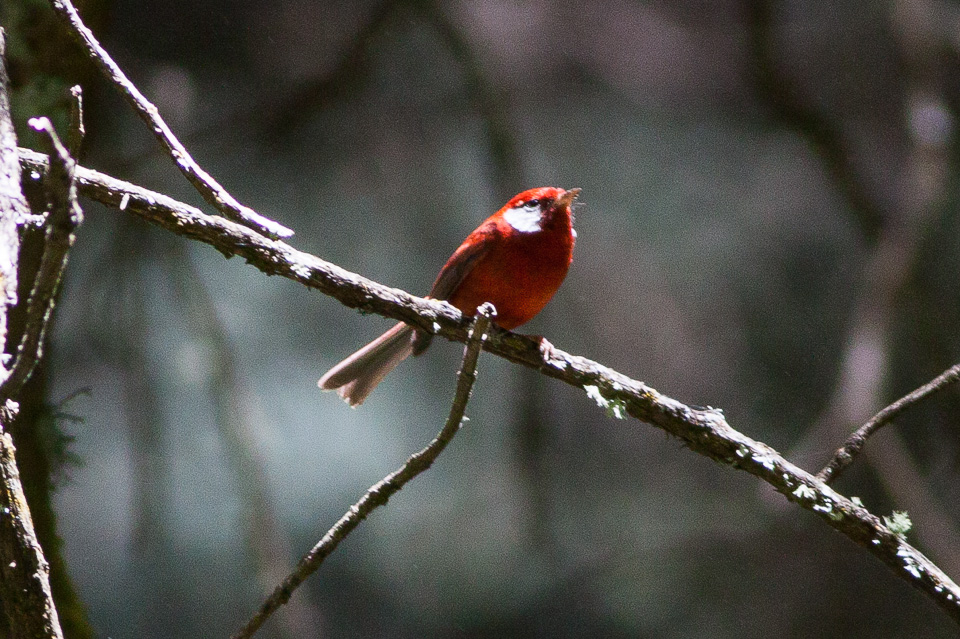
هازجة حمراء في منطة فولكان دي نييف، ولاية كوليما، المكسيك.

سافر المجوهراتي وعالم التاريخ الطبيعي الإنجليزي، ويليام بولوك، برفقة ابنه وقضوا ستة أشهر في المكسيك بعد فترة وجيزة من استقلالها في 1823، جمع فيها مجموعة من التحف الأثرية وعدداً مهماً من أنواع الطيور والأسماك الجديدة التي لم يعهدها العلم من قبل. قام عالم التاريخ الطبيعي ويليام جون سوانسون بتحليل العينات التي أُعطيت له من طرف سكان البلاد في عام 1827 قصد وصف تلك الطيور وصفاً رسمياً، إذ نسبها إلى جنس خاطفة العث (سيتوفاغا Setophaga) تحت اسم سيتوفاغا روبرا Setophaga rubra. وبعد مرور نصف قرن على هذا التصنيف، نقلها علماء الأحياء الآخرون إلى جنس كاردلينا (Cardellina)، مع الهازجة حمراء الوجه، وإلى جنس الهازجة الاستوائية الواسعة الانتشار باسليوتيروس (Basileuterus)، إضافة إلى جنس هازجة العالم القديم الدخلة (Sylvia) وجنس عصفور العالم القديم قرقف (Parus). في عام 1873، قام عالما التاريخ الطبيعي الإنجليزيان فيليب سكويتر وأوسبرت سالفين بنقل الأنواع إلى جنس إرغاتيكوس، حيث بقيت بهذا التصنيف لأكثر من قرن من الزمن.
تُشكِّل الهازجة الحمراء نوعاً مماثلاً جداً للهازجة الوردية الرأس المنتشرة في تشياباس وغواتيمالا، وترتبط بها ارتباطاً وثيقاً، بالرغم من أن ألوانها وريشها مختلفين إلى حد كبير، وقد اعتُبرت في بعض الأحيان نوعاً بيولوجياً مختلفاً، وعلى النقيض من ذلك، فقد اقتُرح أيضاً أن تُقَسَّم الهازجة الحمراء إلى فصيلة شمالية ذات أذن رمادية (كاردلينا ميلانوريس) وأنواع ذات أذن بيضاء (كاردلينا روبرا). ورد في المقالة الشاملة في 2010 التي كتبها إربي لوفيت وزملاؤه بعد أن قاموا بتحليل حمض نووي المتقدرات والحمض النووي للنواة لهوازج العالم الجديد، أن الهازجتين الحمراء والوردية قريبتان جداً في خصائصهما لكن تعدد الأنواع أدى إلى ظهور الهازجة حمراء الوجه، وطالب باقي كُتَّاب المقالة بضم الهازجة الحمراء والوردية الرأس إلى جنس كاردلينا، وهذا ما قامت به لجنة الطيور العالمية.
هناك ثلاث نُويعات من هذا الطائر، ويختلف كل واحد منها عن الآخر قليلاً من حيث المظهر وهي:
- كاردلينا روبرا روبرا (Cardellina rubra rubra)، الذي وصفه سوانسون في 1827، بأنه طائر أبيض توجد بأذنيه بقع وهو موجود في المنطقة الممتدة من جنوب خاليسكو وجنوب هيدالغو إلى واهاكا.[13]
- كاردلينا روبرا ميلانوريس (Cardellina rubra melanauris)، الذي وصفه عالم الطيور الأمريكي روبرت توماس مور في الأصل عام 1937 تحت اسم (إرغاتيكوس روبر ميلانوريس Ergaticus ruber melanauris)،[14][15][16] بأنه طائر رمادي غامق وبأذنيه بقع قرمزية توجد في الغالب في الأجزاء العلوية منه أكثر مما هي عند النُّويعة الأولى،[10] وقد اُشتق اسم هذه النُويعة من اليونانية القديمة ميلان التي تعني أسود أو داكن،[17] واللاتينية أوريس التي تعني الأذن،[18] وقد عُثِر عليه في المنطقة الممتدة من جنوب غرب شيواوا إلى شمال ناياريت.[13]
- كاردلينا روبرا روليي (Cardellina rubra rowleyi)، الذي وصفه روبرت توماس أور وجيمس د. ويبستر في الأصل عام 1968 تحت اسم (إرغاتيكوس روبر روليي Ergaticus ruber rowleyi) تكريماً لجي. ستيوارت رولي، باحث مشارك في أكاديمية كاليفورنيا للعلوم،[14][16][19] وهو طائر أبيض وفي أذنيه بقع حمراء (وهي لامعة أكثر من البقع الموجودة في النُّويعات الأخرى)، وعُِثر عليه في سييرا مادري ديل سور، وفي المنطقة الممتدة من غيريرو إلى جنوب واهاكا.[10][19]

الهازجة الحمراء هو الاسم الرسمي لهذا الطائر حسب لجنة الطيور العالمية (IOC)، ويُعتبر اسم الهازجة الحمراء إشارة واضحة إلى لونها، أما اسم جنسها كاردلينا فهو اسم مُعَدَّل من الكارديلا الإيطالية، وهو اسم إقليمي للحسون الأوراسي، في حين أن اسمها العلمي «روبرا» هو كلمة لاتينية تعني «الحمراء».

## الوصف

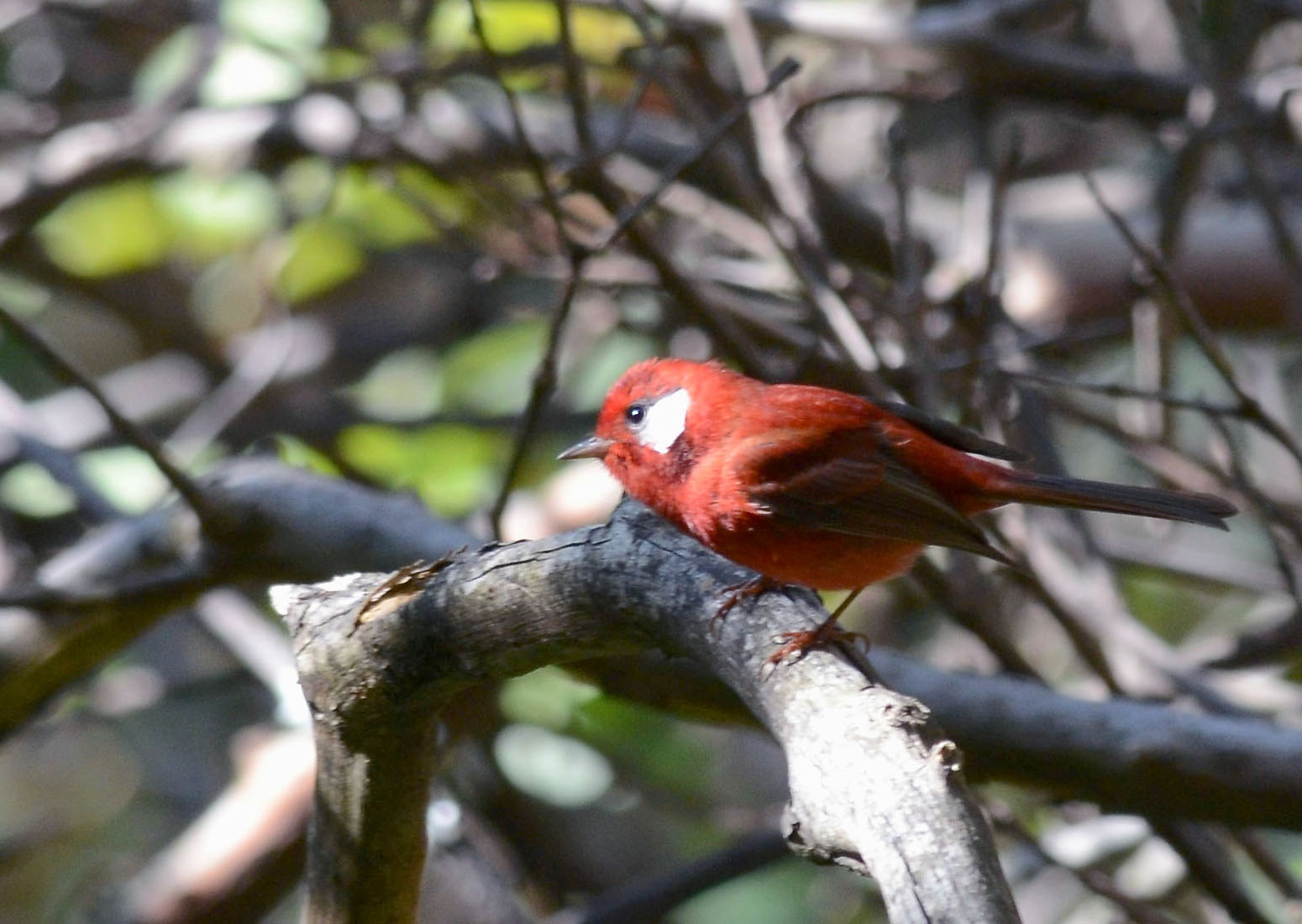
هازجة حمراء في ولاية موريلوس، المكسيك.

الهازجة الحمراء هي عصفور صغير، يتراوح طوله ما بين 12.5 و13.5 سم (4.9–5.3 إنش)، ويزن من 7.6 إلى 8.7 غرام (0.27 إلى 0.31 أونصة). يكون لون الطيور البالغة منه أحمر بالكامل، مع لون أبيض أو رمادي داكن (اعتماداً على التصنيف النُّويعي) على جانبي الرأس، أما بالنسبة للأجنحة والذيل فإنها تكون داكنة جزئياً، حمراء داكنة ومؤطرة باللون الوردي-الأحمر، وسيقانها ذات لون أحمر مائل إلى البني، أما المنقار فهو ذو لون رمادي-وردي مع نهاية داكنة، في حين يكون لون القزحية بنياً داكناً إلى أسود، ويختلف الريش قليلاً بين الجنسين، وغالباً ما يكون لونه لدى الأثنى باهتاً شيئاً ما أو مخضباً كثيراً باللون البرتقالي. بعد موسم التكاثر، تنفصل الأزواج البالغة وتخضع لعملية انسلاخ كاملة تبدأ في أغسطس.
من الصعب التفريق بين الهازجة الحمراء البالغة وأي نوع من أنواع الطيور الأخرى في نطاق انتشارها، مثل التناجر القرمزي (بيرانغا أوليفاسيا Piranga olivacea) والتناجر الصيفي (بيرانغا روبرا Piranga rubra) اللتين تتشابهان مع الهازجة في الريش الأحمر ولكن مناقيرها مخروطية وسميكة.
بالنسبة لصغار الهازجة الحمراء فإنها تكون ذات لون وردي-بني مع بياض على جانبي الرأس، وأجنحتها الداكنة والذيل ذات لون وردي-قرفي، مع جناحين شاحبي اللون في البداية.

### الصوت
للهازجة الحمراء عدة كلمات تضم مميزات صوتية، أغلب الكلمات التي تنطقها تكون عالية الصوت، بالإضافة إلى كلمة تسي الرقيقة وبسيت القوية جداً، وصوتها عبارة عن مزيج من التغريد القصير والهوازج الطويلة، يتخلله صراخ عال، وخلافاً لغيرها من الأنواع في نفس المنطقة التي تسكنها، فإن الهازجة الحمراء تميل إلى الغناء فقط خلال ساعات الصباح الباكر خلال موسم التناسل؛ بغض النظر عن الموسم، فإنها لا تغني إلا عندما يكون الطقس غائماً.

## الموطن ونطاق الانتشار

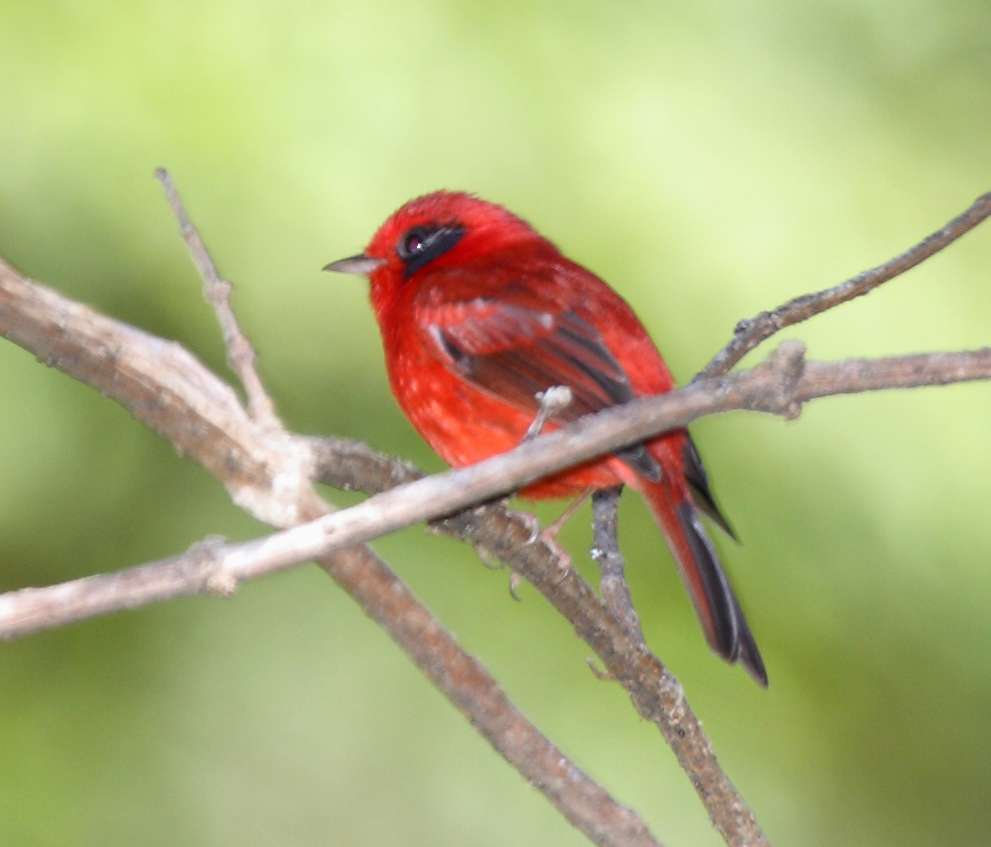
صورة مقربة لهازجة حمراء في ولاية سينالوا، المكسيك.

تنتشر الهازجة الحمراء في المرتفعات الشمالية بالمكسيك ويمتد نطاق انتشارها حتى منطقة تيهوانتيبيك، ينقسم التوزيع المنفصل للهازجة الحمراء إلى ثلاثة أقسام والذي يتوافق مع النُّويعات الثلاث: من شيواوا في الجنوب الغربي إلى ناياريت في الشمال، من جنوب خاليسكو وجنوب هيدالغو إلى واهاكا، ومن غيريرو إلى جنوب واهاكا في سييرا مادري ديل سور. تتواجد الهازجة الحمراء غالباً في المناطق الداخلية للبلاد والمنحدرات المجاورة، حيث يمكن إيجادها في المرتفعات التي يتراوح طولها ما بين 1.800 إلى 3.900 متر (5.900 إلى 12.800 قدم) فوق مستوى سطح البحر، ولايمكن أن يحدث هذا في الساحل، كما يمكن إيجادها كذلك فوق أشجار الصنوبر، وأشجار السنديان والشوح في موسم التكاثر، وتوجد في كثير من الأحيان في الغابات التي فيها أشجار البلوط، في فصل الشتاء. ومن بين أكثر الطيور الصغيرة انتشاراً في الغابات التي تتخدها الهازجة الحمراء موطناً نجد الصعو المتوج الذهبي، وهو يتواجد غالباً في الغابات التي فيها أشجار خشب البلوط وأشجار الصنوبر.
على الرغم من أن هناك أنواع أخرى يُمكن أن تكون قد وُجِدت في مواقع الهازجة الحمراء في تكساس في أواخر القرن 19، إلا أن هذا لم يتم تأكيده بشكل قاطع، وليس هناك أدلة قوية على ذلك، ولكن يمكن ذلك كلما اتجهناً شمالاً في جنوب شرق ولاية أريزونا، حيث عُثِر على طائر هناك في جبل ليمون عام 2018.

## السلوك

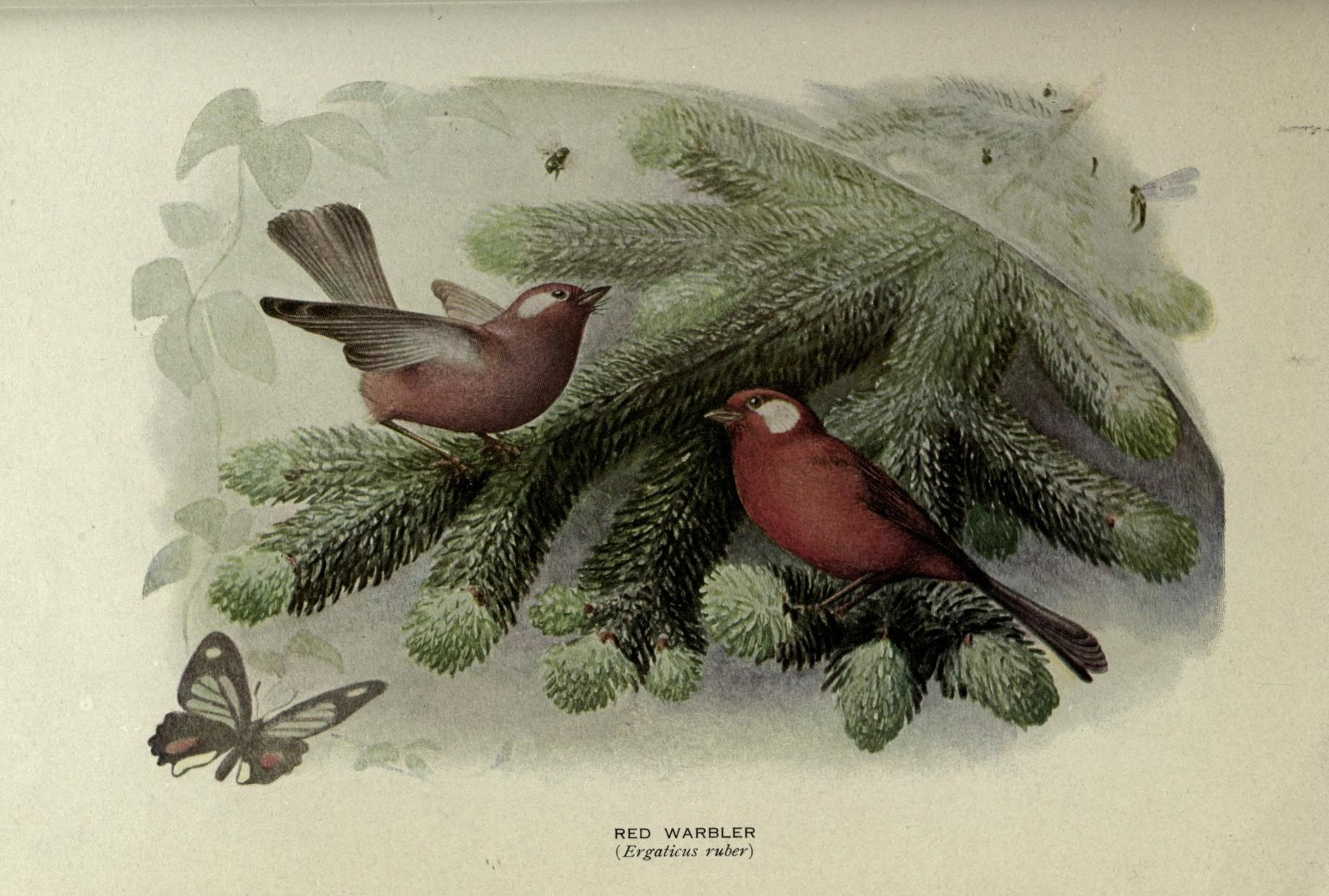
رسم يُظهر الهوازج الحمراء من إنجاز عالم الطيور الأمريكي روبرت ريدغواي عام 1909.

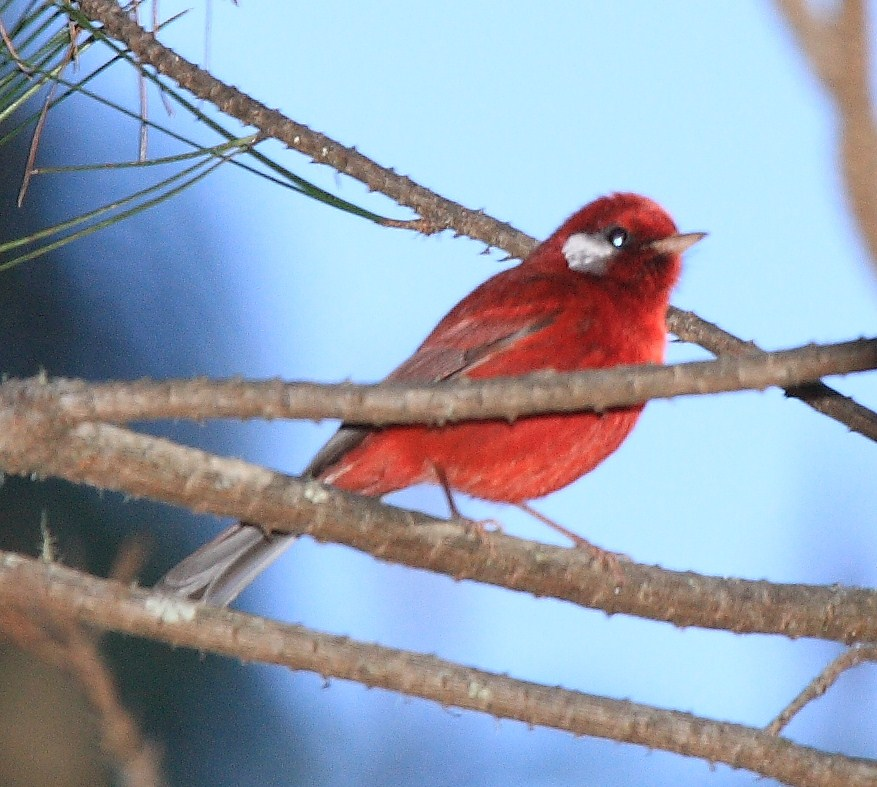
هازجة حمراء (كاردلينا روبرا روبرا) في جنوب واهاكا، المكسيك.

على الرغم من أن الهازجة الحمراء تنظم في بعض الأحيان إلى قطعان مختلطة الأنواع، إلا أنها عادة ما تبقى وحيدة أو في أزواج، وربما يختار الصغار زوجاتهم في خريف السنة الأولى، ويظل الأزواج معاً على مدار السنة، إلا خلال الطقس القاسي وأثناء مرحلة ما بعد التكاثر والانسلاخ.

### التكاثر والتربية

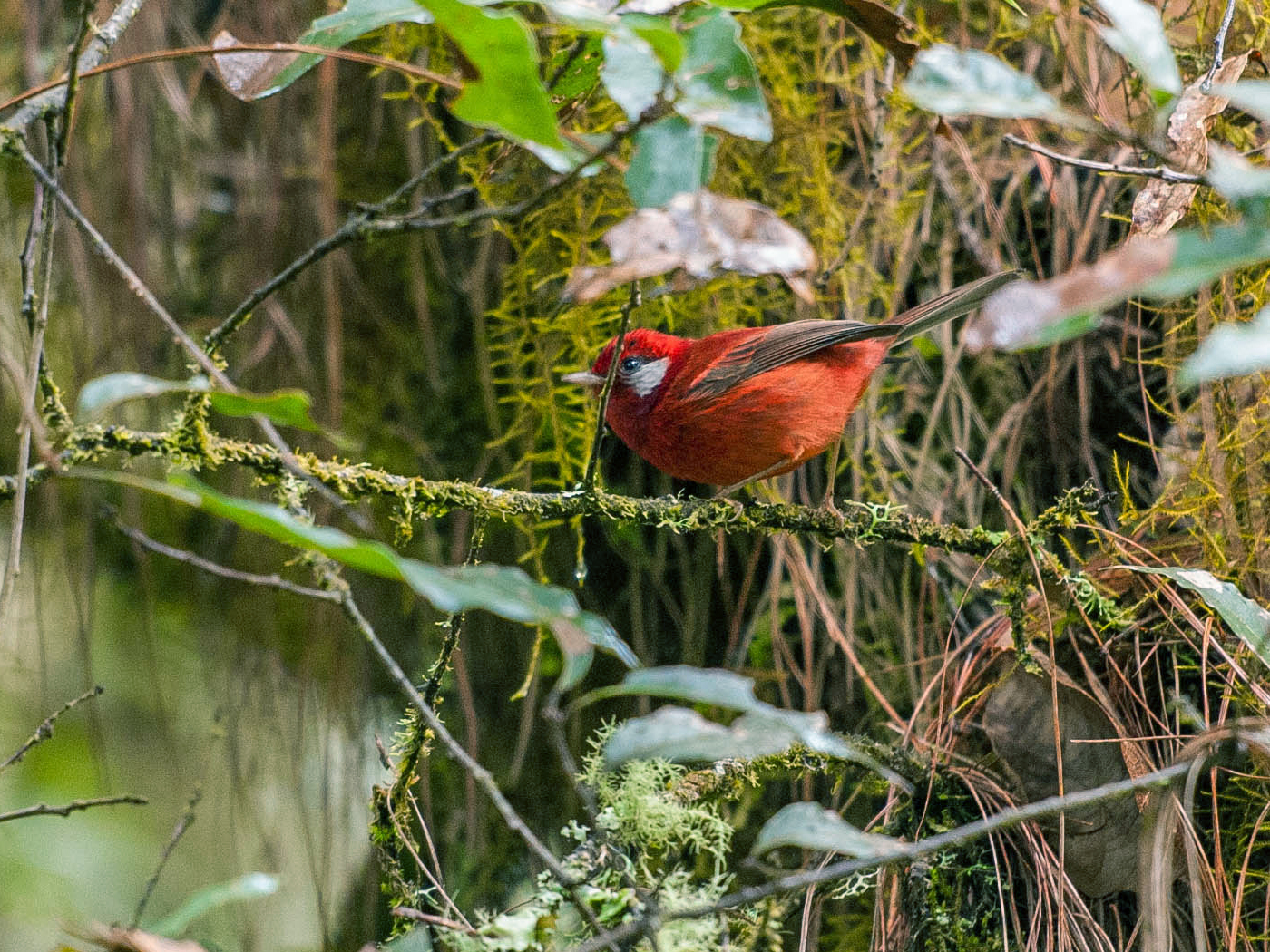
هازجة حمراء وسط أوراق النباتات (الموطن النموذجي لها).

تفقس بيضات الهازجة الحمراء بشكل أساسي في أوائل الربيع، وتحديداً في شهر فبراير إلى مايو ولكن بعض المستكشفين قالوا أنه تم العثور على عش واحد على الأقل يحتوي على بعض صغار الهازجة الحمراء في وقت متأخر من نهاية يونيو، وبحلول أواخر فبراير، يقوم الذكر برسم منطقة تبلغ مساحتها حوالي 40 متراً مربعاً، ويدافع عنها بواسطة صوته، وقد يضطر غيره من الذكور إلى التحليق لارتفاع حوالي 3 أمتار (10 أقدام) ثم يعود إلى المنطقة الخاصة به لحمايته، فيحدث صراع إثر تلك التوغلات الماكرة، ليعقب ذلك مغادرة الطائر المتطفل عادة، وبداية من منتصف مارس، تبدأ الذكور في مراقبة الإناث، إذ يغازل الذكر الأنثى من خلال مطاردتها بين الشُّجيرات التحتية المتشابكة، بعدها يجلس الطائران معاً بالقرب من بعضهما حيث يغني الذكر وتطلق الأنثى نداءات عذبة، وتبني الأنثى العش وحدها بدون الذكر، وهي مهمة تستغرق منها عادة من 4 إلى 6 أيام، وهي تختار منطقة مشمسة، وغالباً ما تكون منطقة غير متوقعة، فإما أن تكون قريبة من مسار المياه أو قريبة من درب غير مسلوك، حيث تبدأ بنسج وبناء عشها بإحكام باستعمال أغصان رقيقة ونباتات خفيفة لتُشكِّل غطاءً نباتياً، وأعشاشها تكون عادة كبيرة الحجم وغير مرتبة من الخارج، وفي الغالب يتم بناؤها في المقام الأول من إبر الصنوبر اليابسة والعشب اليابس، الأشنيات، الطحالب الخضراء والأوراق اليابسة، وتُجمع هذه المواد من الأرض والمناطق القريبة من الموقع المُراد بناء العش به والتي عادة ما تكون على شكل فرن مع مدخل جانبي أو تصاعدي، بارتفاع يصل تقريباً إلى 6 بوصة (15 سم) وبعرض 7 بوصة (18 سم) ومساحة تُقدَّر بحوالي 4.5 بوصة (11 سم) على الأكثر، كما هناك عدد قليل من الأعشاش التي يكون شكلها مثل الأكواب، والتي تفتقر إلى سقف، أما في الداخل فيكون العش مرتباً ومدمجاً، بشكل منظم حيث يكون مبطناً بالأعشاب الدقيقة وزغب النبات.
في بداية موسم التكاثر، تصل المدة بين الانتهاء من بناء العش ووضع أول بيضة إلى 11 يوماً، وفي وقت لاحق من الموسم، يبدأ البيض الأول في احتلال أجزاء مهمة من عشها. تضع الإناث عادة ثلاث بيضات، على الرغم من أن الإحصائيات تقول أنها تضع أربع، وتكون بيضتها وردية شاحبة وبها بقع بنية أو بيضاء موزعة بالتساوي، يوجد كذلك بقع كثيفة بلون الصدأ في مؤخرة البيضة، ويكون قياسها 16–17 ملم (0.63-0.67 إنش) وأقل قياس هو 13 ملم (0.51 إنش) وتزن 1–1.4 غرام (0.035–0.049 أونصة)، وتحضن الإناث وحدها البيض لمدة 16 يوماً؛ لا تدخل الذكور إلى العش إلا بعد عدة أيام من فقس البيض، وتجلس الإناث قرب بوابة العش، ورأسها وجسمها محمي بواسطة سطحه ولها ذيل يخرج من فتحته، وهي تجلس في ضيق حتى لا تقع في الخطر، وعادة لا ترفع رأسها حتى لا يقوم حيوان آخر بافتراسها.
تتغذَّى الهازجة البالغة على الكستناء والحُويصلات البرازية، وعلى الرغم من أن الإناث تفعل ذلك أكثر من الذكور، إلا أنه في بعض الأحيان تتجاوز كميات طعام الذكور نظيراتها لدى الإناث، وتتحرك أزواج الهازجة بطريقة مخادعة عندما تقترب من العش -أو البحث عن العلف- بين النباتات القريبة، وهي تبقى فقط بضع ثوان في أي مكان كانت تتواجد به، بما في ذلك عشها، مما يجعل أمر اصطيادها وتحديد موقعها أمراً صعباً، ويمكن للهوازج الحمراء الصغيرة أن تقوم بجلب الطعام لنفسها مثل الهوازج البالغة، ويُكتسى الصغار بالريش في غضون 10-11 يوماً من فقس البيض، وتصل الفراخ لحجم أبويها بعد 3 أسابيع من اكتسائها بالريش، وبحلول هذه الفترة تكون قد طُرِدت من عشها الأمومي.

### الغذاء والتغذية

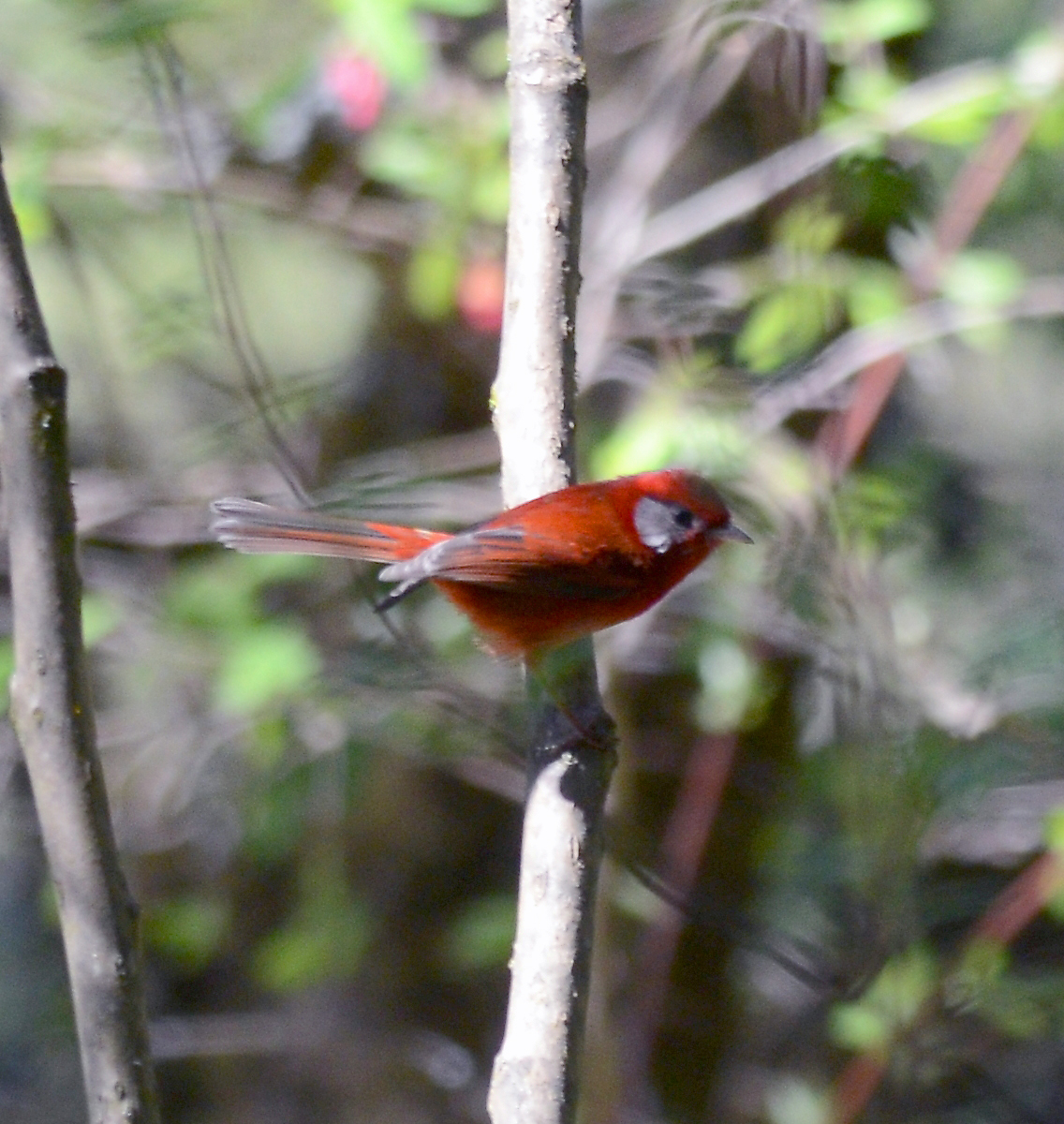
هازجة حمراء في هيدالغو، المكسيك.

تُعتبر الهازجة الحمراء آكلة للحشرات، وتتغذَّى في المقام الأول على أشجار الطبقة السفلى عن طريق التلقيط، وتتحرك ببطء وبشكل متعمد في المناطق ذات الغطاء النباتي الكثيف، وتأكل الحشرات خصوصاً تلك الموجودة في الصنوبر ولحاء الأشجار، ومنذ أن تُولد وهي تتعلم الطيران لاصطياد الحشرات، وتحوم أحياناً لفترة وجيزة للتغذية على مجموعة عناقيد الصنوبر، وهي تقنية بحث عن الطعام تُعرف باسم «تحليق الالتقاط»، وعلى الرغم من أنها تفتقر إلى أي أدوات للتسلق، إلا أنها تبحث عن فريستها فوق اللحاء وفروع النباتات الهوائية، وفي كثير من الأحيان تلتصق بهذه الأخيرة بواسطة مجسات، وفي المناطق ذات النمو النفضي، فإنها عادة ما تقوم بطلعات جوية سريعة، مما يمكنها من اصطياد الحشرات الطائرة بسرعة فائقة، في حين أنه نادراً ما تكون الهازجة الحمراء في نفس المكان مع الطيور الأخرى، إلا أنها تتغذَّى جنباً إلى جنب مع غيرها من الطيور ولا توجد أي علامات صراع بينها، كما أنها لا تُظهر أي عدائية تجاهها مثل الحميراء البيضاء أردوازية الحلق (ميوبوروي مينياتوس Myioborus miniatus) التي تتنافس معها، ومع ذلك فقد لُوحظ أنها تطارد نوعاً من خاطفات الذباب من جنس خطافة الناموس، أما المنطقة التي تبحث فيها الهازجة الحمراء عن الطعام فتكون صغيرة جداً، وفي كثير من الأحيان تبلغ مساحتها بضع عشرات من الأمتار المربعة (عدة مئات من الأقدام المربعة)، وفي وقت متأخر من بعد الظهر، ينخفض معدل الصيد لديها، فترتاح، أو في كثير من الأحيان تأخذ قيلولة قصيرة في الغابة، وعلى الرغم من أنها لا تأكل بعد غروب الشمس، فإنها قد تفعل ذلك أحياناً للاستفادة من مصادر غذاء تُعتبر مؤقتة، مثل عرقيات الأجنحة التي تكون قد فقست لتوها.

### التطفل والافتراس
من المُحتمل صيد وافتراس الهازجة الحمراء بواسطة الصقور الصغيرة مثل الباز أصهب الفخذ، وتُهاجَم أعشاشها من قبل طيور النمنمة، والقوارض، والراكون، والقطط الوحشية، والثعابين. متماثلة الأبواغ الهازجية هي طفيلي أولي تم عزله من الهازجة الحمراء في متنزه نيفادو دي تولوكا الوطني، المكسيك. يعيش هذا الطفيلي في خلايا الزغابات المعوية الدقيقة للطيور.

### السُمية
في القرن السادس عشر، قال الراهب برناندينو دي ساهايغون إن الطيور الحمراء التي تتطابق في أوصافها مع أوصاف الهازجة الحمراء هي طيور غير صالحة للأكل من قبل شعب الأزتيك (السكان الأصليون للمكسيك)، وقد عمد الباحثان باتريسيا إسكالانتي وجون و. دالي إلى عزل نوعين اثنين من القلوانيات في أبحاثهم الأولية حول ريش الطائر، وجود هذه الأخيرة يجعل الطائر غير لذيذ المذاق؛ والتالي يصبح غير صالح للأكل.

## الحفظ والتهديد
صُنِّفت الهازجة الحمراء في الوقت الحالي على أنها نوع غير مهدد بالانقراض من قبل الاتحاد الدولي لحفظ الطبيعة، وعلى الرغم من وجود أدلة على إن أعدادها آخذة في التناقص، فإن الانخفاض لم يكن هائلاً (إذ أنه ينخفض بنسبة أقل من 30% خلال عشر سنوات أو ثلاثة أجيال)، ولا يزال عدد أفرادها كبيراً جداً، حيث تُشير التقديرات إلى أن أعدادها تتراوح بين 50,000 إلى 499,999 طائر، غير أن المناطق المُشَجَّرة التي يحدث فيها الانخفاض بالعدد تشمل بعض الموائل الأكثر تعرضاً للتهديد في المكسيك، بسبب قطع الأخشاب والتوسع الزراعي وجمع الحطب وبناء الطرق والتنمية السياحية والرعي الجائر والتوسع العمراني المكثف إضافة إلى أشياء كثيرة تُسهم في تدمير الغابات، وهناك بعض الأدلة تدل على أن القطع الانتقائي للأشجار في غابات الصنوبر قد يكون في صالح هذا النوع من الطيور، الذي يُفضل أن يكون أكثر انفتاحاً، ويُفضل العيش في المناطق المشمسة والتي يتكاثر فيها.

## الملاحظات
1. ↑  حسب ما هو متعارف عليه، فإن الطول يُقاس من طرف المنقار إلى طرف ذيل طائر ميت (أو جلده) مثبت على ظهره.[23]

## وصلات خارجية
| - فيديوهات عن الهازجة الحمراء على أكاديمية العلوم الطبيعية في جامعة دركسل، مصادر بصرية عن علم الطيور - هازجة حمراء على مكتبة ماكولي (مختبر كورنيل لعلم الطيور) - هازجة حمراء على موقع xeno-canto.org - هازجة حمراء على موقع neotropical.birds.cornell.edu - فيديوهات عن الهازجة الحمراء على جمع الطيور على الإنترنت - هازجة حمراء على موقع avibase.bsc-eoc.org | - خريطة انتشار الهازجة الحمراء على موقع ebird.org - تاريخ الهازجة الحمراء على موقع sora.unm.edu - "الهازجة الحمراء". iNaturalist.org. مؤرشف من الأصل في 2018-05-12. اطلع عليه بتاريخ 2018-05-11. - "هازجة حمراء". www.oiseaux.net. مؤرشف من الأصل في 2019-10-26. اطلع عليه بتاريخ 2018-05-11. - (بالfr+en) مرجع موسوعة الحياة (EOL) : هازجة حمراء - (بالfr+en) مرجع نظام المعلومات التصنيفية المتكامل (ITIS) : TSN {{{1}}} |